# Pundong (Diwek)
Pundong is een bestuurslaag in het regentschap Jombang van de provincie Oost-Java, Indonesië. Pundong telt 4215 inwoners (volkstelling 2010).